# 欽格爾湖
46°33′08″N 7°44′36″E / 46.55222°N 7.74333°E

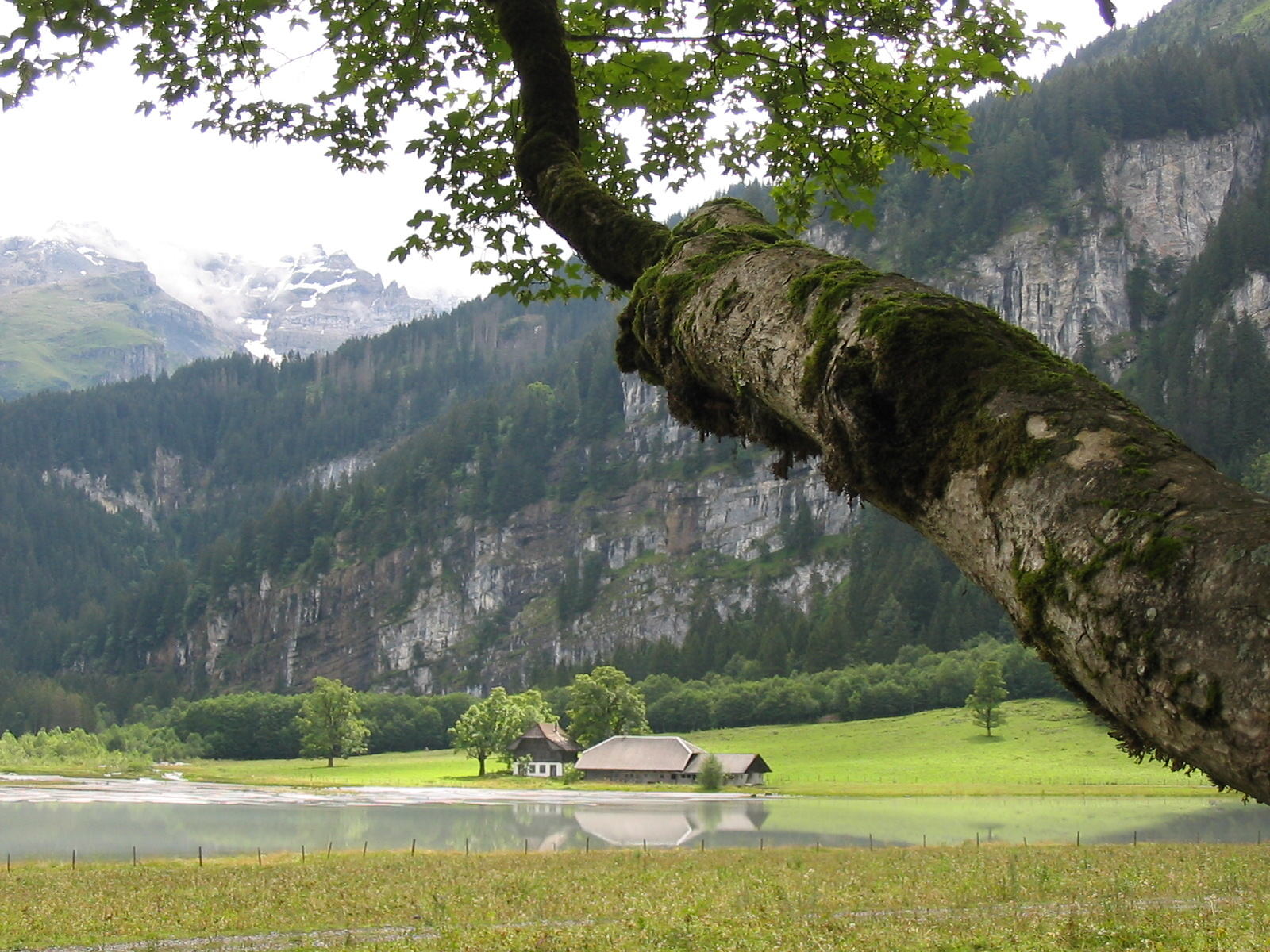

欽格爾湖（Tschingelsee），是瑞士的湖泊，位於該國西部，由伯恩州負責管轄，處於伯爾尼台地，長0.8公里、寬0.3公里，面積0.07平方公里，該湖泊海拔高度1,153米。